# Cenotaph (album)
Cenotaph är ett minialbum av Bolt Thrower som släpptes 1990 på Earache Records.

## Låtlista
1. Cenotaph – 4:00
2. Destructive Infinity – 4:14
3. Prophet of Hatred – 3:51
4. Realm of Chaos – 2:44 (live)

Total längd: 14:49